# Rajkot (stacja kolejowa)
Rajkot – stacja kolejowa w Radźkot, w stanie Gujarat, w Indiach. Znajdują się tu 2 perony.